# Campeonato nacional de Estados Unidos 1927
Lista de los campeones del Campeonato nacional de Estados Unidos de 1927:

## Senior

### Individuales masculinos
René Lacoste vence a  Bill Tilden, 11–9, 6–3, 11–9

### Individuales femeninos
Helen Wills Moody vence a  Betty Nuthall Shoemaker, 6–1, 6–4

### Dobles masculinos
Bill Tilden /  Frank Hunter vencen a  Bill Johnston /  R. Norris Williams, 10–8, 6–3, 6–3

### Dobles femeninos
Kitty McKane Godfree /  Ermyntrude Harvey vencen a  Betty Nuthall /  Joan Fry, 6–1, 4–6, 6–4

### Dobles mixto
Eileen Bennett /  Henri Cochet vencen a  Hazel Hotchkiss Wightman /  René Lacoste, 6–2, 0–6, 6–3
| Predecesor: 1926                         | Campeonato nacional de Estados Unidos 1927 | Sucesor: 1928                         |
| Predecesor: Campeonato de Wimbledon 1927 | Grand Slam 1927                            | Sucesor: Campeonato de Australia 1928 |

- Datos: Q2411482